# Кавансит
Кавансит — мінерал, водний філосилікат з кальцієм і ванадієм. Вперше виявлено в 1960 році в окрузі Малер штату Орегон; описаний у 1967 році. Названий за першими складами елементів, що входять до його складу: кальцій, ванадій, кремній.